# Vaudricourt (Somme)
Ne doit pas être confondu avec la commune du Pas-de-Calais, Vaudricourt, qui porte le même nom.
Vaudricourt est une commune française située dans le département de la Somme, en région Hauts-de-France.
Depuis juillet 2020, la commune fait partie du parc naturel régional Baie de Somme - Picardie maritime.

## Géographie

### Localisation
Vaudricourt est un village picard du Vimeu.
Limitrophe de Friville-Escarbotin, la localité est située à 4 km au nord de Friville-Escarbotin, 10 km au sud-ouest de Saint-Valery-sur-Somme, 12 km au nord-est d'Eu-Le Tréport, 20 km à l'ouest d'Abbeville, à 40 km de Dieppe et à 59 km au nord-ouest d'Amiens à vol d'oiseau.
Le territoire de la commune est limitrophe de ceux de quatre communes.
Les communes limitrophes sont Saint-Blimont, Friville-Escarbotin, Bourseville et Brutelles.

### Hydrographie
La commune est située dans le bassin Artois-Picardie. Elle n'est drainée par aucun cours d'eau.

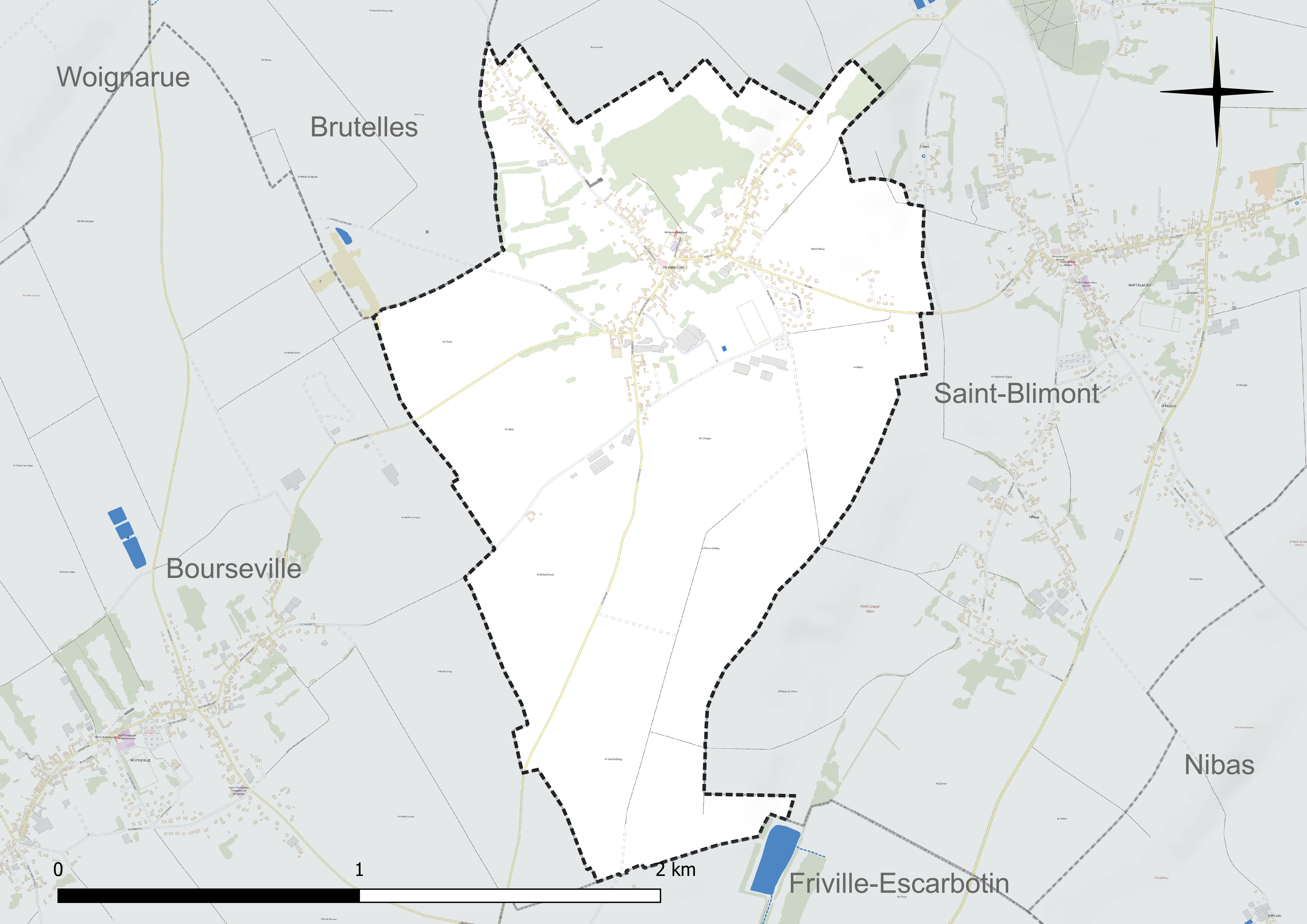
Réseau hydrographique de Vaudricourt.

### Climat
Pour des articles plus généraux, voir Climat des Hauts-de-France et Climat de la Somme.
En 2010, le climat de la commune est de type climat océanique franc, selon une étude du CNRS s'appuyant sur une série de données couvrant la période 1971-2000. En 2020, Météo-France publie une typologie des climats de la France métropolitaine dans laquelle la commune est exposée à un climat océanique et est dans la région climatique Côtes de la Manche orientale, caractérisée par un faible ensoleillement (1 550 h/an) ; forte humidité de l'air (plus de 20 h/jour avec humidité relative > 80 % en hiver), vents forts fréquents.
Pour la période 1971-2000, la température annuelle moyenne est de 10,6 °C, avec une amplitude thermique annuelle de 12,9 °C. Le cumul annuel moyen de précipitations est de 830 mm, avec 12,6 jours de précipitations en janvier et 8,3 jours en juillet. Pour la période 1991-2020, la température moyenne annuelle observée sur la station météorologique la plus proche, située sur la commune de Cayeux-sur-Mer à 8 km à vol d'oiseau, est de 11,4 °C et le cumul annuel moyen de précipitations est de 761,1 mm,. Pour l'avenir, les paramètres climatiques de la commune estimés pour 2050 selon différents scénarios d'émission de gaz à effet de serre sont consultables sur un site dédié publié par Météo-France en novembre 2022.

## Urbanisme

### Typologie
Au 1er janvier 2024, Vaudricourt est catégorisée commune rurale à habitat dispersé, selon la nouvelle grille communale de densité à sept niveaux définie par l'Insee en 2022.
Elle est située hors unité urbaine. Par ailleurs la commune fait partie de l'aire d'attraction de Friville-Escarbotin, dont elle est une commune de la couronne,. Cette aire, qui regroupe 33 communes, est catégorisée dans les aires de moins de 50 000 habitants,.

### Occupation des sols
L'occupation des sols de la commune, telle qu'elle ressort de la base de données européenne d'occupation biophysique des sols Corine Land Cover (CLC), est marquée par l'importance des territoires agricoles (86 % en 2018), une proportion sensiblement équivalente à celle de 1990 (85,9 %). La répartition détaillée en 2018 est la suivante :
terres arables (63,5 %), prairies (15,4 %), zones urbanisées (14 %), zones agricoles hétérogènes (7,2 %). L'évolution de l'occupation des sols de la commune et de ses infrastructures peut être observée sur les différentes représentations cartographiques du territoire : la carte de Cassini (XVIIIe siècle), la carte d'état-major (1820-1866) et les cartes ou photos aériennes de l'IGN pour la période actuelle (1950 à aujourd'hui).

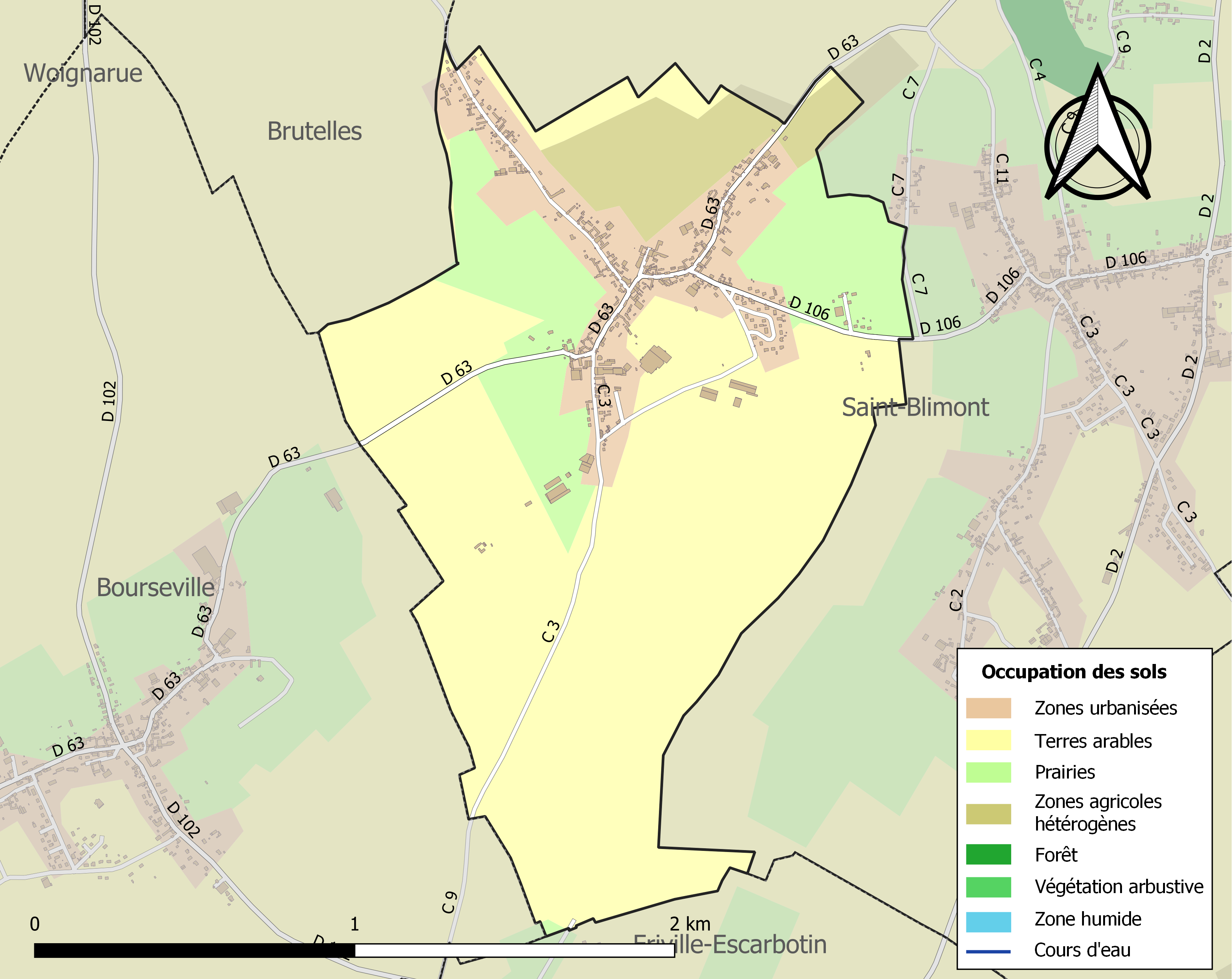
Carte des infrastructures et de l'occupation des sols de la commune en 2018 (CLC).

### Voies de communication et transports
Le village est desservi par la route départementale 63, l'axe Saint-Blimont - Bourseville.
En 2019, la localité est desservie par la ligne d'autocars no 5 (Cayeux - Friville-Escarbotin - Abbeville) du réseau Trans'80, Hauts-de-France, chaque jour de la semaine sauf le dimanche et les jours fériés.

## Toponymie
Le nom de la localité est attesté sous les formes Wandrehiercort en 1137 (Titres de Selincourt) ;
Wandelhercurt en 1166 (Henri, arch. de Reims. Cart. de Selincourt) ; Waudicourt en 1198 (Proc. verb. des bois d'Oisemont. Cart. de Valloires.); Vaudricourt en 1400. (Tit. de l'évêché.); Wandicour en 1733. (G. Delisle.) ; Vandricourt en 1757. (Cassini).
Vaudricourt, Woincourt, Ochancourt : ces noms de villages se terminent par -court.
 Ce sont le plus souvent des hameaux ou de petits villages. -court (> français cour) est issu du gallo-roman CŌRTE (on rencontre également cet étymon donné sous les formes cortem ou  curtis dans les sources, le tout issu du latin classique cohors, cohortis), qui signifie « cour de ferme, ferme » ou encore « établissement agricole entouré d'un mur d'enceinte ».
Le premier élément Vaudri- représente le nom de personne germanique Walderic(us) / Waldric que l'on rencontre également dans Vaudricourt (Pas-de-Calais, Waudredricourt vers 1165), Vaudrecourt (Haute-Marne), Vaudrémont (Haute-Marne, Waudrimont vers 1172), etc.
Remarques : les formes les plus anciennes semblent s'opposer à cette interprétation et postulent un autre anthroponyme germanique. La façon de nommer les lieux avec l'appellatif -court est liée à l'apport germanique du VIe siècle, -court traduisant le germanique hof de même sens cf. Bettencourt (Somme), Béthencourt (Somme), Béthancourt (Oise) / Bettenhoven, Bettenhofen.

## Histoire
Au XIVe siècle, les célestins d'Amiens reçoivent en donation des bois de Vaudricourt.
La démolition du  temple protestant de Poireauville est demandée en 1664 par l'évêque d'Amiens, François Ier Faure, par application de l'édit de Nantes et du traité fait par Henri IV avec les villes picardes.
En 1667, réclamation de l'évêque d'Amiens contre le protestantisme pratiqué dans son moulin de Vaudricourt par le sire de Rambures.
Membre du consistoire de l'église de Vaudricourt, Gaston de Beaurains de Saint-Valery a été trainé en 1686 sur une claie dans les rues de Saint-Valery et son corps a ensuite été mis en morceaux.
La seigneurie de Vaudricourt est vendue, avec le fief de Sendricourt qui y est joint, par la marquise de Feuquières à Claude de Rambures et son épouse, en 1713.

## Politique et administration

### Rattachements administratifs et électoraux
La commune se trouve dans l'arrondissement d'Abbeville du département de la Somme. Pour l'élection des députés, elle fait partie depuis 1958 de la troisième circonscription de la Somme.
Elle faisait partie de 1801 à 1985 du canton d'Ault, année où elle intègre le canton de Friville-Escarbotin. Dans le cadre du redécoupage cantonal de 2014 en France, ce canton, dont la commune est toujours membre, est modifié, passant de 9 à 24 communes.

### Intercommunalité
La commune était membre de la Communauté de communes Baie de Somme Sud, créée fin 1997.
Dans le cadre des dispositions de la loi portant nouvelle organisation territoriale de la République du 7 août 2015, qui prévoit que les établissements publics de coopération intercommunale (EPCI) à fiscalité propre doivent avoir un minimum de 15 000 habitants, cette intercommunalité a fusionné avec ses voisines pour former, le 1er janvier 2017, la communauté d'agglomération de la Baie de Somme dont est désormais membre Vaudricourt.

### Liste des maires
| Période                | Période                      | Identité                  | Étiquette   | Qualité |
| ---------------------- | ---------------------------- | ------------------------- | ----------- | --- |
| sous le Premier empire | 1835                         | Claude-Honoré de Rambures | Royaliste   | Vicomte de Rambures |
| 1835                   | 1847                         | Pierre-Augustin Boche     |             | |
| 1847                   | 1888                         | Adalbert de Rambures,     | Royaliste   | Vicomte de Rambures Fils du précédent, propriétaire Conseiller général d'Ault (1856 → 1883) Député de la Somme (1871 → 1876) Démissionnaire |
| 1888                   | 1900                         | Clément Deguerville       | Républicain | |
| 1900                   | 1918                         | Louis de Rambures         | DVD         | Vicomte de Rambures Neveu d'Adalbert de Rambures, propriétaire Décédé en cours de mandat                                                    |
| 1918                   | 1925                         | Désiré Delahaye           | DVD         | Commerçant Adjoint au maire de 1900 à 1918                                                                                                  |
| 1925                   | 1929                         | Eugène Derambure          | DVG         | |
| 1929                   | 1930                         | Désiré Delahaye           | DVD         | Démissionnaire |
| 1930                   | 1940                         | Léon Bultel               | DVD         | Adjoint au maire de 1929 à 1930 Décédé en cours de mandat                                                                                   |
| 1940                   | 1945                         | Nelson Depoilly           | DVD         | Adjoint au maire de 1930 à 1940 |
| 1945                   |                              | André Hénocque            | DVG         | |
| avant 1981             | 1983                         | Eugène Poidevin           | DVD         | |
| 1983                   | ?                            | Michel Biens              | DVG         | |
|                        | 2001                         | Raymond Fourdrain         | DVD         | |
| mars 2001              | En cours (au 8 octobre 2020) | M. Dominique Hénocque     | UMP → LR    | Agriculteur Vice-président de la CC Baie de Somme Sud (2014 → 2016) Réélu pour le mandat 2020-2026,                                         |

### Tendances politiques et résultats
| Scrutin              | 1er tour | 1er tour | 1er tour | 1er tour | 1er tour | 1er tour | 1er tour | 1er tour | 1er tour | 1er tour | 1er tour | 1er tour |     | 2e tour | 2e tour | 2e tour | 2e tour | 2e tour | 2e tour | 2e tour | 2e tour | 2e tour |
| Scrutin              | 1er      | 1er      | %        | 2e       | 2e       | %        | 3e       | 3e       | %        | 4e       | 4e       | %        | 1er | 1er     | %       | 2e      | 2e      | %       | 3e      | 3e      | %       |         |
| -------------------- | -------- | -------- | -------- | -------- | -------- | -------- | -------- | -------- | -------- | -------- | -------- | -------- | --- | ------- | ------- | ------- | ------- | ------- | ------- | ------- | ------- | ------- |
| Départementales 2021 |          | UCD      | 38,61    |          | DVG      | 25,32    |          | UGE      | 22,78    |          | RN       | 13,29    |     |         | UCD     | 60,93   |         | UGE     | 39,07   |         |         |         |
| Régionales 2021      |          | UCD      | 56,96    |          | RN       | 13,92    |          | UGE      | 10,13    |          | LO       | 7,59     |     | UCD     | 72,79   |         | UGE     | 17,01   |         | RN      | 10,20   |         |
| Présidentielle 2022  |          | LREM     | 29,57    |          | RN       | 28,79    |          | LFI      | 15,56    |          | LR       | 10,89    |     | LREM    | 51,75   |         | RN      | 48,25   |         |         |         |         |
| Législatives 2022    |          | LR       | 33,67    |          | LREM     | 23,98    |          | PCF      | 22,96    |          | RN       | 16,33    |     | LR      | 75,00   |         | RN      | 25,00   |         |         |         |         |
| Européennes 2024     |          | RN       | 34,18    |          | RE       | 19,39    |          | DVD      | 15,31    |          | PS       | 9,18     |     |         |         |         |         |         |         |         |         |         |
| Législatives 2024    |          | RN       | 40,65    |          | LR       | 37,80    |          | PCF      | 18,29    |          | HOR      | 2,85     |     | LR      | 57,08   |         | RN      | 42,92   |         |         |         |         |

### Sécurité
La commune a signé en 2017 une convention de participation citoyenne avec le sous-préfet d'Abbeville, habilitant deux habitants de la commune à faire une petite surveillance, devenant ainsi des référents de gendarmerie.

## Population et société

### Démographie
L'évolution du nombre d'habitants est connue à travers les recensements de la population effectués dans la commune depuis 1793. Pour les communes de moins de 10 000 habitants, une enquête de recensement portant sur toute la population est réalisée tous les cinq ans, les populations de référence des années intermédiaires étant quant à elles estimées par interpolation ou extrapolation. Pour la commune, le premier recensement exhaustif entrant dans le cadre du nouveau dispositif a été réalisé en 2005.

En 2022, la commune comptait 415 habitants, en évolution de +5,06 % par rapport à 2016 (Somme : −1,26 %, France hors Mayotte : +2,11 %).
| 1793 | 1800 | 1806 | 1821 | 1831 | 1836 | 1841 | 1846 | 1851 |
| ---- | ---- | ---- | ---- | ---- | ---- | ---- | ---- | ---- |
| 381  | 394  | 373  | 400  | 576  | 605  | 615  | 583  | 577  |

| 1856 | 1861 | 1866 | 1872 | 1876 | 1881 | 1886 | 1891 | 1896 |
| ---- | ---- | ---- | ---- | ---- | ---- | ---- | ---- | ---- |
| 555  | 543  | 558  | 540  | 520  | 490  | 438  | 437  | 400  |

| 1901 | 1906 | 1911 | 1921 | 1926 | 1931 | 1936 | 1946 | 1954 |
| ---- | ---- | ---- | ---- | ---- | ---- | ---- | ---- | ---- |
| 412  | 395  | 384  | 327  | 336  | 345  | 328  | 317  | 381  |

| 1962 | 1968 | 1975 | 1982 | 1990 | 1999 | 2005 | 2006 | 2010 |
| ---- | ---- | ---- | ---- | ---- | ---- | ---- | ---- | ---- |
| 409  | 404  | 384  | 457  | 465  | 451  | 436  | 439  | 402  |

| 2015 | 2020 | 2022 | - | - | - | - | - | - |
| ---- | ---- | ---- | - | - | - | - | - | - |
| 399  | 411  | 415  | - | - | - | - | - | - |

### Enseignement
La commune dispose de l'école primaire À l'orée du bois qui scolarise 28 enfants en février 2020
L'école de l'Orée du bois scolarise les enfants dès deux ans grâce à la mise en place d'un accueil progressif (certains jours seulement ou quelques matinées par semaine). Une garderie, la restauration scolaire, l'étude du soir, une bibliothèque et un dortoir facilitent la scolarité.

### Autres équipements
Vaudricourt dispose d'une salle communale Eugéne-Poidevin, entre l'école et l'église.

## Culture locale et patrimoine

### Lieux et monuments
- L'église est dédiée à saint Martin[43],[44]. Elle est formée d'un corps de bâtiment unique, tout en brique et à ouvertures romanes.

- château de Poireauville, monument historique[45], est issu d'un manoir acheté en 1463 par la famille de Rambures. Les travaux successifs et surtout ceux du XIXe siècle lui donneront son aspect de château[46]. Il témoigne de l'adhésion à la Réforme de la noblesse provinciale[47].
- Croix en tuf[48], répertoriée dans la série de ces symboles caractéristiques du Vimeu.
- Pèlerinage signalé à Notre-Dame-de-Foy[a 4]. La statue a été donnée par Isabeau de Beaurains, aïeule de Gaston de Beaurains, en 1629[a 5].
- Le monument aux morts se situe près du chevet de l'église.
- Le moulin de Vaudricourt[49], dit « moulin Marceau », composé d'une tour octogonale en bois surmontée d'une calotte, démonté en 1988 et stocké pendant plus de 30 ans par l'association Les amis des moulins Picards. Il devrait être reconstruit vers 2020 au musée de plein air de Villeneuve-d'Ascq[50].

Une des croix de tuf typiques du Vimeu.
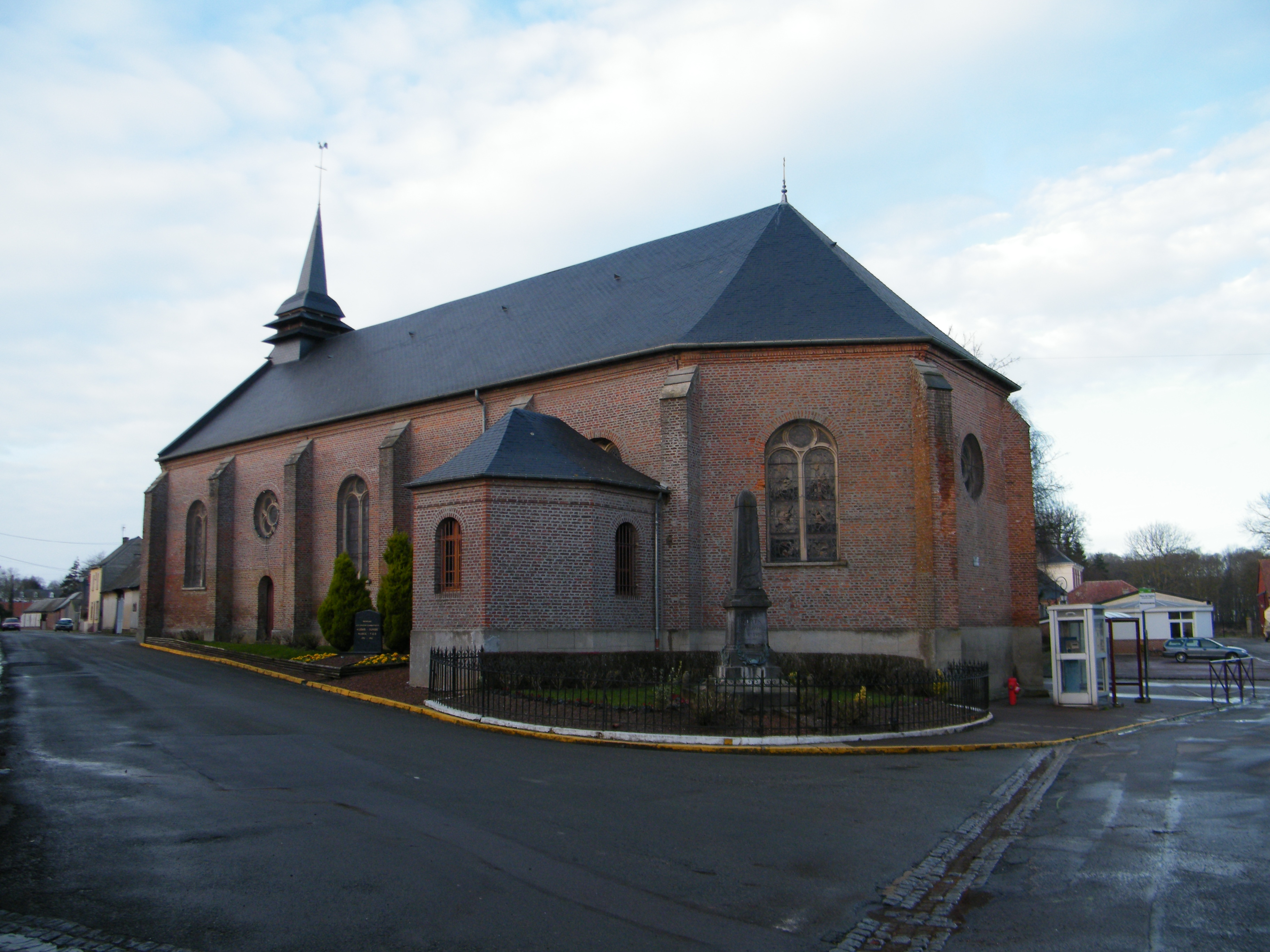
Église Saint-Martin.
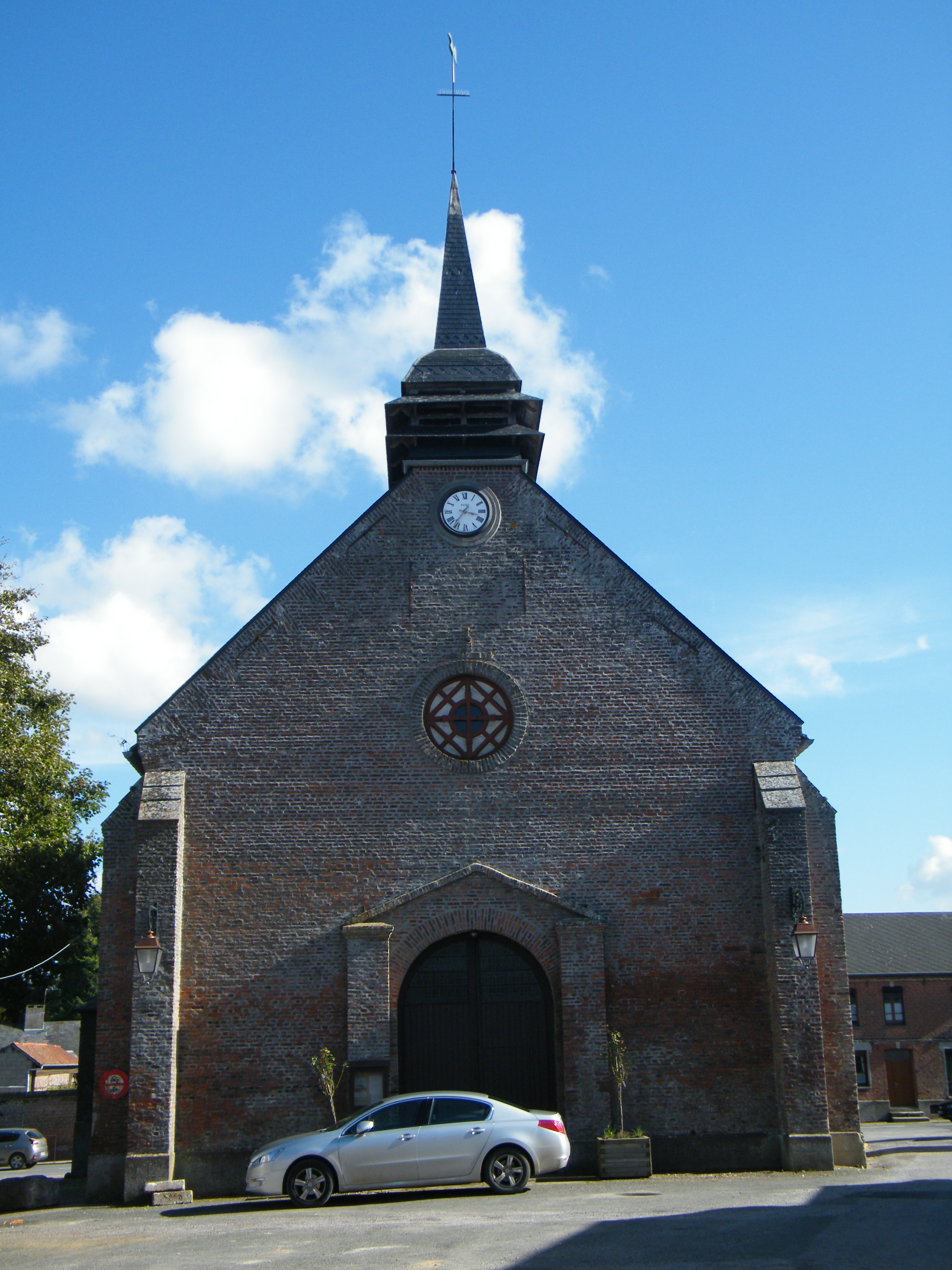
Portail ouest de l'église.
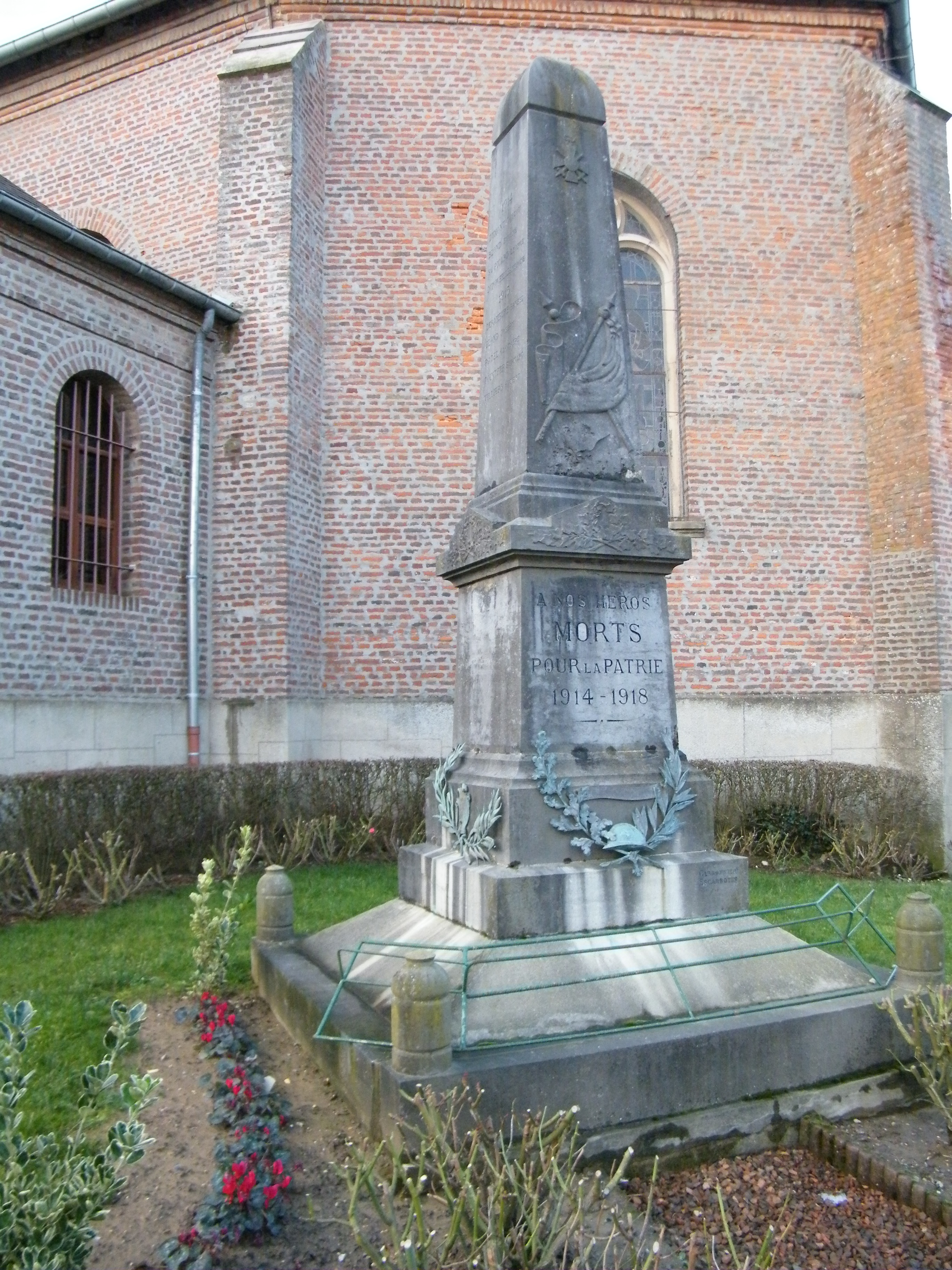
Monument aux morts.
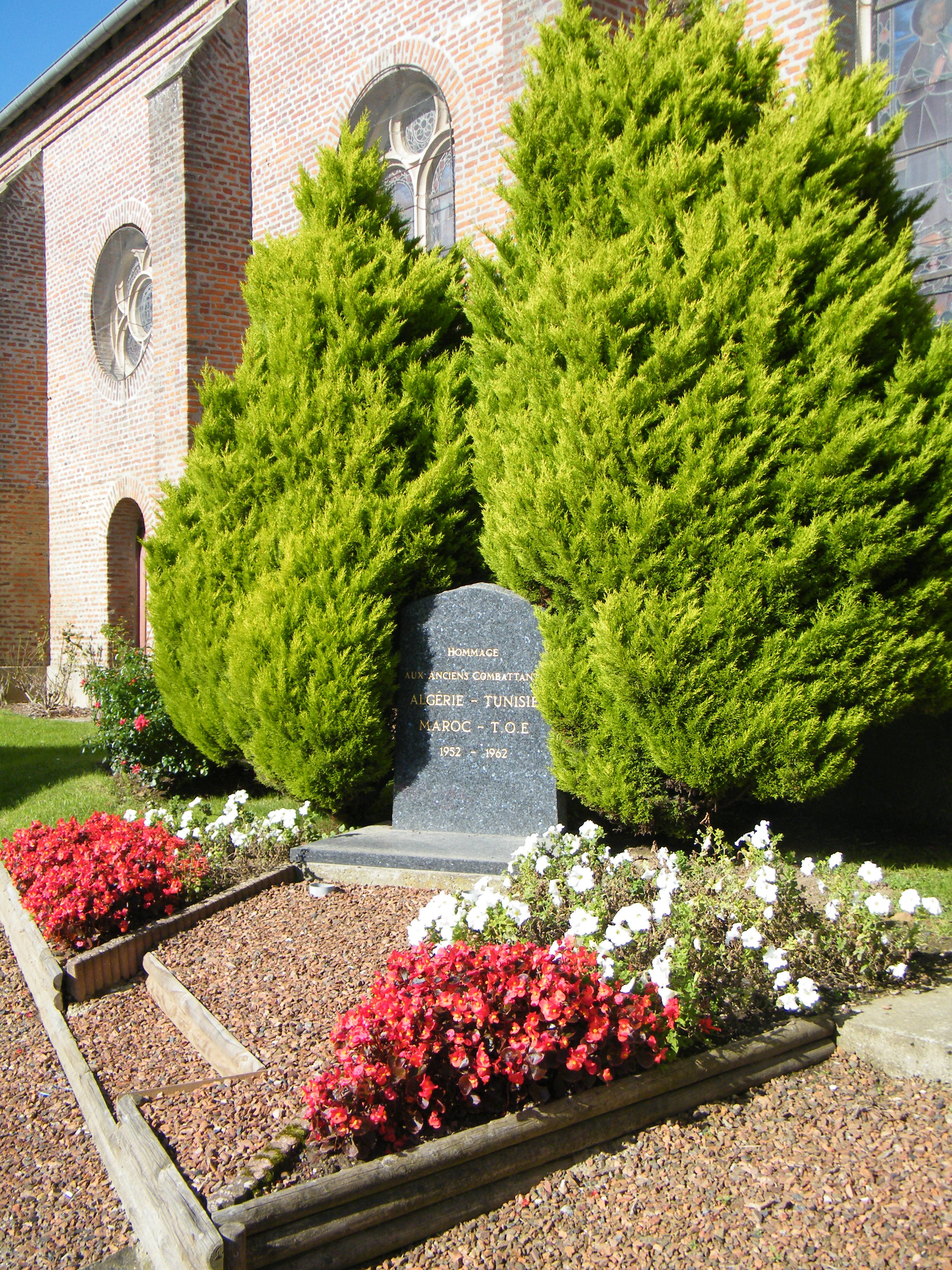
Hommage aux CATM.

### Héraldique
| Blason de Vaudricourt | Blason  | De gueules à l'orle d'argent. |
| Blason de Vaudricourt | Détails | La commune a repris le blason de la famille de Vaudricourt, seigneurs du lieu. Utilisé par la commune, le statut officiel reste à déterminer. |

### Personnalités liées à la commune
Pierre Blondin (1688-1713), né à Vaudricourt, naturaliste, membre de l'Académie des sciences, découvrit en Picardie 120 plantes inconnues jusque dans les jardins du roi,.